# Louis Darquier de Pellepoix
Louis Darquier de Pellepoix (Cahors, 19 de diciembre de 1897 – Carratraca, 29 de agosto de 1980) fue un político y activista antisemita francés, colaborador con la Alemania nazi durante la Segunda Guerra Mundial, segundo comisario de Asuntos judíos del Régimen de Vichy.

## Biografía
Nació en Cahors el 19 de diciembre de 1897.
En 1937 fundó la publicación L’Antijuif («El Antijudío») y en 1938 pasaría a presidir el Rassemblement antijuif de France («Agrupación antijudía de Francia»). El 6 de mayo de 1942 se convirtió en Comisario General de Asuntos Judíos, desarrollando una política antijudía más virulenta y extrema que la de su predecesor, Xavier Vallat. Fue sucedido por Charles Mercier du Paty de Clam en febrero de 1944.
Exiliado en España desde 1944, fue condenado a muerte in absentia en 1947 por «atentar contra la unidad de la nación, contra la libertad y la igualdad de los franceses», y por actuar como inteligencia del enemigo.
Falleció en Carratraca, una pequeña localidad de la provincia de Málaga, el 29 de agosto de 1980.